# Guldbaggegalan 2024
Guldbaggegalan 2024 var den 59:e upplagan av Guldbaggegalan där 2023 års mest framstående insatser inom svensk film belönades. Galan ägde rum på Cirkus i Stockholm den 15 januari 2024 och programleddes av Shima Niavarani. Galan sänds i SVT och SVT Play.

## Jury
Vinnarjuryn för 2024 års Guldbaggar består av :
- juryordförande Anna Carlson, skådespelare
- Anna Anthony, producent
- Stig Björkman, regissör
- Jeanette Gentele, filmkritiker
- Alex Haridi, manusförfattare, Ordförande Sveriges Dramatikerförbund
- Björn Kjellman, skådespelare
- Cilla Rörby, kostymdesigner
- Anna Sise, skådespelare
- Ita Zbroniec Zajt, fotograf

## Nominerade och vinnare
Flertalet nomineringar för filmåret 2023 tillkännagavs den 13 december 2023. Finalisterna till Guldbaggens publikpris meddelades dock den 3 januari 2024.
Hedersguldbaggen och Gullspira saknar nominerade, och mottagarna av dessa pris avslöjades tillsammans med övriga baggar på galan.
| Bästa film - Paradiset brinner – Nima Yousefi - 100 årstider – Daniel Oliva Andersson och Isabella Rodriguez - Hammarskjöld – Patrick Ryborn - Miraklet i Gullspång – Ina Holmqvist - Motståndaren – Annika Rogell | Bästa regi - Axel Petersén – Syndabocken - Milad Alami – Motståndaren - Maria Fredriksson – Miraklet i Gullspång - Ami-Ro Sköld – Butiken                                                 |
| Bästa kvinnliga skådespelare i en huvudroll - Marall Nasiri – Motståndaren - Karin Franz Körlof – En dag kommer allt det här bli ditt - Lena Olin – Andra akten - Sanna Sundqvist – Tack och förlåt                | Bästa manliga skådespelare i en huvudroll - Joel Spira – Syndabocken - Gustaf Hammarsten – Tillsammans 99 - Payman Maadi – Motståndaren - Mikael Persbrandt – Hammarskjöld                |
| Bästa kvinnliga skådespelare i en biroll - Anja Lundqvist – Tillsammans 99 - Ia Langhammer – Tack och förlåt - Jessica Liedberg – Tillsammans 99 - Jacqueline Ramel – Syndabocken                                  | Bästa manliga skådespelare i en biroll - Christopher Wagelin – Syndabocken - Peter Haber – En dag kommer allt det här bli ditt - Henrik Norlén – Dogborn - Johan Ulveson – Ett sista race |
| Bästa manus - Lukas Moodysson – Tillsammans 99 - Abbe Hassan och Kristoffer Cras – Exodus - Milad Alami – Motståndaren - Axel Petersén – Syndabocken                                                               | Bästa klippning - Robert Krantz – Syndabocken - Mark Bukdah och Orvar Anklew – Miraklet i Gullspång - Olivia Neergaard-Holm – Motståndaren                                                |
| Bästa foto - Josua Enblom – Syndabocken - John Christian Rosenlund – Hammarskjöld - Sebastian Winterø – Motståndaren                                                                                               | Bästa ljuddesign - Andreas Franck – Syndabocken - Jonathan Dakers – Forever - Hans Møller – Hammarskjöld                                                                                  |
| Bästa originalmusik - Baba Stiltz – Syndabocken - Lisa Montan – Exodus - Henrik Lörstad – Vem är du, Mamma Mu? | Bästa visuella effekter - Nora Berecoechea och Stefan Rycken – Avgrunden - Jacob Otterström och Torbjörn Olsson – Hammarskjöld - Alan Banis och Andreas Hylander – Konferensen            |
| Bästa kostymdesign - Karen Fabritius Gram och Pierre Vienings – Hammarskjöld - Sanna Nyström – Dogborn - Anne-Louise Thornblad – Sockerexperimentet                                                                | Bästa produktionsdesign - Catharina Nyqvist Ehrnrooth – Paradiset brinner - Elle Furudahl – Dogborn - Niels Sejer – Hammarskjöld                                                          |
| Bästa maskdesign - Tove Jansson, Eva von Bahr och Love Larson – Konferensen - Erika Nicklasson – Dogborn - Kaisa Pätilä – Paradiset brinner                                                                        | Guldbaggens publikpris - Beck – Inferno – Pontus Klänge - Canceled – Oskar Mellander - Hammarskjöld – Per Fly                                                                             |
| Bästa kortfilm - Leila – Fariba Haidari - Madden – Malin Ingrid Johansson - The Lovers – Carolina Sandvik | Bästa dokumentärfilm - Miraklet i Gullspång – Maria Fredriksson - Hypermoon – Mia Engberg - Son of the Mullah – Nahid Persson Sarvestani - Vintersaga – Carl Olsson                       |
| Hedersguldbaggen - Marie Göranzon | Gullspira - Inger Nilsson |

### Filmer med flera vinster
| Vinster | Film              |
| ------- | ----------------- |
| 7       | Syndabocken       |
| 2       | Paradiset brinner |
| 2       | Tillsammans 99    |

### Filmer med flera nomineringar
| Nomineringar | Film                                |
| ------------ | ----------------------------------- |
| 9            | Syndabocken                         |
| 8            | Hammarskjöld                        |
| 7            | Motståndaren                        |
| 4            | Dogborn                             |
| 4            | Miraklet i Gullspång                |
| 4            | Tillsammans 99                      |
| 3            | Paradiset brinner                   |
| 2            | En dag kommer allt det här bli ditt |
| 2            | Exodus                              |
| 2            | Konferensen                         |
| 2            | Tack och förlåt                     |